# الحبيب بن قنون
الحبيب بن قنون  شاعرجزائري من مواليد سنة 1761 بسهل غريس معسكر و تغنى للحب والمتعة حتى عشية وفاته عن عمر يناهز 103 سنة متجاوزا بكثير الكثير من معاصريه.
وتعاطى بن قنون مع الكثير من الألوان الشعرية المعروفة في وقته (الزجل، الكان،القومة والموالية) كما تعكسه بعض قصائده التي لا تزال محفوظة.
ومع ذلك كان موضوعه المفضل هو الحب الذي عانى من عذابه وهو في شبابه.

## حياته

### ولادته

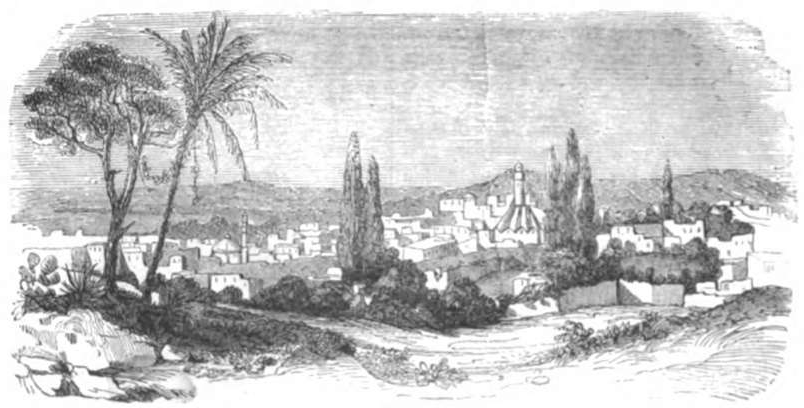
مدينة معسكر عام 1843 الصورة لـيوهان يعقوب فيبر

ولد الحبيب قنون في سهل غريس عام 1761م من أم كرغلية وأب عربي، كان والده قبل ذلك يقطن بإحدى الدواوير “على بعد 20 كلم من معسكر”، واضطره الجفاف إلى ترك الزراعة والانتقال إلى المدينة…

### تعليمه
أدخله أبوه وهو صغير إلى الكتاب ليتعلم القرآن الكريم، إلا أن الحبيب هذا لم تكن له نية أن يحمل لقب “طالب”، وما إن وصل إلى سن البلوغ وخروجه عن سيطرة والده ترك الكتاب،

## مهنته
عمل في قصابة ذباحا، واستقرفي كوخ كان بأسفل واد تودمان بموضع بين سيدي بوسكرين والعرقوب، وسيبيع نصفه فيما بعد لتسديد دينه…

### نظمه للشعر
نظم الحبيب بن قنون العديدي من الأشعار ، فضلا عن شعره في فتح وهران الثاني سنة 1791م، ووصفه للمعارك وحصن مرجاجو وغيره… ولهذه القصائد جانب آخر عن المنافسة بين شعراء معسكر وشعراء مازونة العظام، ورئيس المازونيين في تلك الفترة هو الشاعر بلعباس الملقب بـ “الفصيح”، وليُنهي قنون هذا التنافس قدّم لمازونة 124 قصيدة، فلم تُقبل منه إلا خمسة فقط ! وهو شيء مهين بالنسبة لمقامه، وستكون زيارته الأخيرة لمازونة، بعد ذلك تكونت علاقة بين قنون والشاعر القاضي القايد مصطفى بن براهيم المشهور في بلعباس، وقد وصفه قنون بالبحر في ميدان الشعر…

### قصائده
أشهر قصائده:
1. الظالمة أو طال الضر علي
2. يا عذاب قلبي كي نصبر
3. ربي قضى علي و بليس عماني

## أسرته

### زواجه
وقع الحبيب قنون في حب فتاة من مدينة معسكر اسمها “سعدية”، إلا أنها غادرت منزلها إلى وجهة مجهولة، فكان لها نصيب وافر من قصائده يتغزل بها ويرثي نفسه لفقدانها أما زواجه فكان من ثلاث نساء هن :
1. خطب الشاعر فتاة من قبيلة القسايرية، وهي قبيلة عربية استقرت بالبرج، لكن أهلها رفضوه، فما كان منه إلا السخرية عليهم في أشعاره، والدعوة عليهم بجاه سيدي محمد بن عمر، ويبدوا أن دعواته أتت أكلها، فما لبثت القبيلة أن عانت البؤس، أما هو فقد تزوج البنت البوقسرية إلا أن فرحته هذه لم تدم طويلا، حين تفاجأ بخبر اتهامه بقتل بُستاني، ولم تنفعه مناجاته ولا حججه من الاقتراب من المشنقة لولا ابن عمه…
2. تزوج من فتاة صغيرة بمعسكر، وما كادت تُتم الثلاث سنوات معه حتى غادرته بسبب صحته المتلاشية، ومن ثمة هاجر الشاهر إلى تلمسان سنة 1820م.
3. يتزوج من امرأة “بنت المصمودي”.

## وفاته
توفي الشاعر الحبيب قنون سنة 1864م عن عمر ناهز المائة وثلاث سنوات، تاركا وراءه قصائده الشعرية.

## وصلات خارجية
- .الحبيب بن قنون